# Oberösterreichische Journalistenakademie

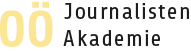
Logo der Oberösterreichischen Journalistenakademie

Die Oberösterreichische Journalistenakademie ist die zweitgrößte Aus- und Weiterbildungseinrichtung für Journalismus und PR in Österreich. Sie wird getragen von den wichtigsten Medienhäusern Oberösterreichs (Oberösterreichische Nachrichten, Tips, Neues Volksblatt, Oberösterreichische Rundschau, Krone Oberösterreich) sowie dem Bildungshaus Schloss Puchberg. Neben den Grund- und Weiterbildungskursen bietet die Akademie mit ihrer Lehrredaktion ein Ausbildungsmodell für Jungjournalisten an. Fünf Aspiranten werden dabei von der Akademie für jeweils zwei Jahre angestellt und absolvieren in dieser Zeit Praktika bei den Tageszeitungsredaktionen in Oberösterreich sowie den Pressestellen von Energie AG und Raiffeisen Landesbank.

## Geschichte
Die Akademie wurde 1989 von Rundschau-Chefredakteur Rudolf Chmelir und dem damaligen Leiter des Bildungshauses Schloss Puchberg Eduard Ploier als „OÖ. Journalistenschule“ gegründet. Ziel war es, eine praxisorientierte Ausbildung für Berufseinsteiger anzubieten. 1990 wurde der erste Grundkurs angeboten – aufgrund der starken Nachfrage wurde das Kursangebot in den Folgejahren weiter ausgebaut und die Journalistenschule 1996 in „Oberösterreichische Journalistenakademie“ umbenannt. Seither werden neben zwei jährlichen Grundkursen für Berufseinsteiger und Fortbildungsseminaren für Journalisten und PR-Leute die Lehrredaktion und das jährliche MedienForum angeboten. 2008 wurde die ursprüngliche Mitgliederstruktur des Trägervereines der Journalistenakademie mit Rundschau und Bildungshaus Schloss Puchberg um die drei Tageszeitungen Oberösterreichs – OÖN, OÖ. Krone und Volksblatt – erweitert. Leiter der Akademie war seit ihrer Gründung Rudolf Chmelir. Mit Januar 2010 wurde die Leitung aufgrund eines einstimmigen Vorstandsbeschlusses an seinen Sohn Wolfgang Chmelir übertragen.

## Trägerverein
- Obmann: Wilhelm Achleitner
- Akademieleiter: Wolfgang Chmelir